# جان ام. گیرین
جان مک درماید گیرین (به انگلیسی: John McDermeid Gearin) سناتور سابق عضو حزب دموکرات ایالات متحده آمریکا بود. وی در سال ۱۹۰۵ تا ۱۹۰۷ میلادی سناتور ایالت اورگن در سنای ایالات متحده آمریکا بود.